# Maaninka
Maaninka (szw. Maninga) – dawna gmina w Finlandii, położona w centralnej części kraju, należąca do regionu Pohjois-Savo. 1 stycznia 2015 r. gmina Maaninka została zniesiona i włączona w granice gminy Kuopio.